# Bufali
Bufalí (en valenciano y oficialmente Bufali) es un municipio de la Comunidad Valenciana, España. Perteneciente a la provincia de Valencia, en la comarca del Valle de Albaida.

## Geografía

Localización en la comarca del Valle de Albaida

Su término municipal está dividido en dos sectores: el mayor situado en el centro de la comarca y el de menor superficie limitando con la provincia de Alicante.
Desde Valencia, se accede a esta localidad a través de la A-7 para enlazar con la N-340 y finalizar en la CV-639. Por ferrocarril es accesible a través de la línea 47 de Renfe Media Distancia, también conocida como línea Valencia-Játiva-Alcoy.

### Localidades limítrofes
El término municipal de Bufalí limita con las siguientes localidades:
Albaida, Bélgida, Carrícola, Ollería y Palomar, todas ellas de la provincia de Valencia y Muro de Alcoy de la provincia de Alicante.

## Historia
Las noticias más antiguas de esta localidad datan de la época de la dominación árabe, al ser conquistado el Reino por el rey Jaime I de Aragón.
Que fue una alquería árabe lo prueba el propio nombre de Bufalí que, según Sanchis Sivera ("Nomenclátor geográfico-estadístico de los pueblos de la Diócesis de Valencia", Valencia 1922), lo denomina Bohali.
Pero los primeros testimonios escritos los encontramos en el "Llibre del Repartiment" del rey Jaime I de Aragón donde se registra el lugar de Bufali de distintas maneras: Aboalit, Huet Aboalit, Huet de Bocalich, Huet Abohaliol, Vuet Albohalyt o Vechdebocalich.
El primer señor de la localidad se remonta al siglo XVIII en el que Felipe III crea el Marquesado de Albaida. Perteneció, pues, a este Marquesado, dedicándose a la agricultura, pagando su feudo y siendo pueblo devotísimo como lo prueba el hecho de que en tiempos del Patriarca San Juan de Ribera, era su iglesia un anejo de Montaberner desde 1535, constituyendo rectoría de moriscos con el caserío de Calceta; pero a causa de estar muy lejos y tener que pasar el río Albaida, que muchas veces era imposible vadear, se desmembró y erigió en parroquia independiente en 1574, con la advocación de Nuestra Señora del Loreto, cuya iglesia, que estaba derruida, se reedificó entonces lo mismo que la abadía.

## Demografía
Bufali cuenta con una población de 154 habitantes (INE 2024).
| Gráfica de evolución demográfica de Bufali entre 1842 y 2021                                                        |
| |
| Población de derecho según los censos de población del INE Población de hecho según los censos de población del INE |

## Economía
La actividad económica básica siempre ha sido la agricultura de secano (olivos, cereales, vid y algarrobos). Actualmente el municipio cuenta con un polígono industrial fundamentalmente textil.

## Administración y política
| Periodo   | Nombre                     | Partido        |
| --------- | -------------------------- | -------------- |
| 1979-1983 | Rafael Tomàs Guerola       | UCD            |
| 1983-1987 | Rafael Tomàs Guerola       | Independiente  |
| 1987-1991 | Ricardo Olcina Llácer      | Independiente  |
| 1991-1995 | José Javier Olcina Olcina  | PSPV-PSOE      |
| 1995-1999 | José Javier Olcina Olcina  | PSPV-PSOE      |
| 1999-2003 | Juan Salvador Jordà Olcina | PP             |
| 2003-2007 | Juan Salvador Jordà Olcina | PP             |
| 2007-2011 | Juan Salvador Jordà Olcina | PP             |
| 2011-2015 | Juan Salvador Jordà Olcina | PP             |
| 2015-2019 | Estefania Mollà Camarasa   | PSPV-PSOE      |
| 2019-2023 | Estefania Mollà Camarasa   | BufaliEnsUneix |
| 2023-act. | Estefania Mollà Camarasa   |                |

## Patrimonio
- Iglesia parroquial. Dedicada a Ntra. Señora de Loreto, levantada sobre la primitiva, de 1574, que cayó con la inundación de 1884.

## Lugares de interés
- Nevera de la Loma de la Solaneta. Del siglo XVII pero en peligro de ruina por su mala conservación.
- Fuente del río. Paraje a orillas del río Albaida, recientemente habilitada como zona de esparcimiento.

## Fiestas locales
- Fiestas patronales. Las fiestas patronales se celebran del 15 al 20 de agosto, en honor a la Virgen de Loreto y al Cristo de la Pobreza.